# كارلوس ميغيل كورونيل
كارلوس ميغيل كورونيل (بالبرتغالية: Carlos‏) (29 ديسمبر 1996 - ) هو لاعب كرة قدم برازيلي في مركز حراسة المرمى. شارك مع منتخب البرازيل تحت 17 سنة لكرة القدم. وهو الحارس الحالي لنادي نيويورك ريد بولز.

## وصلات خارجية
- كارلوس ميغيل كورونيل على موقع الاتحاد الأوربي (الإنجليزية)
- كارلوس ميغيل كورونيل على موقع الدوري الأمريكي (الإنجليزية)
- كارلوس ميغيل كورونيل على موقع قاعدة بيانات كرة القدم.إي يو (الإنجليزية)
- كارلوس ميغيل كورونيل على موقع Soccerway.com (الإنجليزية)
- كارلوس ميغيل كورونيل على موقع عالم كرة القدم.نت (الإنجليزية)